# Palacio de la Cuesta de la Vega
El palacio de la Cuesta de la Vega fue un palacio situado en la calle Mayor, al inicio de la Cuesta de la Vega, construido en 1906 como residencia de la infanta María Teresa, hija de Alfonso XII y hermana de Alfonso XIII, y su marido el infante don Fernando de Baviera. 

## Historia
En el solar que ocupaba el palacio se encontraba un palacio perteneciente a los duques de Osuna, que luego pasó a los marqueses de Castro Serna.  
El palacio fue adquirido para ser residencia de los infantes María Teresa y don Fernando. En la elección pesó la cercanía con el palacio de Oriente.
Fue construido en breve tiempo por el arquitecto Luis de Landecho y su ayudante, Gallego. En 1906, año del matrimonio de la pareja, se concluyó. En este palacio nacieron sus tres últimos hijos, los infantes José Eugenio, María de las Mercedes y María del Pilar. Así mismo en el mismo murió la infanta María Teresa el 23 de septiembre de 1912. Tras la muerte de la infanta, siguieron viviendo en el palacio su viudo e hijos, hasta 1931. 
El palacio quedó muy dañado tras la guerra civil española. Debido a su estado casi ruinoso se derribó en 1970 y, debido a ello, se descubrieron los restos de la antigua muralla árabe.

## Descripción
El palacio contaba con planta baja, principal, segunda y una última donde se situaban los cuartos de servicio.
La fachada del palacio daba frente a la actual cripta de la Catedral de la Almudena. 
El palacio contaba con oratorio y con un jardín.
El interior se componía de distintas estancias ricamente decoradas. En la decoración se contaban la importante colección de tapices del rey Francisco de Asís, que habían sido heredados por María Teresa, nieta del mismo.
 

En su visita a Madrid en la primavera de 1910  su decoración fue descrita por Tryphosa Bates-Batcheller en su libro Royal Spain of Today como:
raros trozos de tapices, muebles delicados, ausencia de ornamentes inútiles y sin sentido expresan la personalidad a la vez dulce y adorable de la hija de la reina María Cristina.

## Galería

Interior del palacio
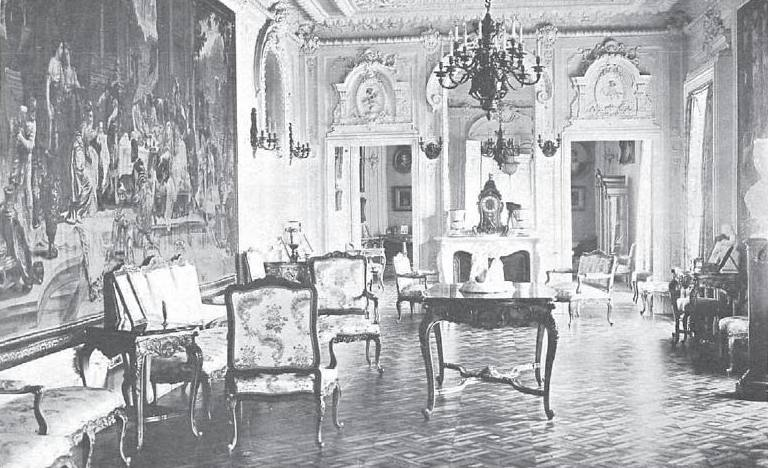
Salón principal del palacio
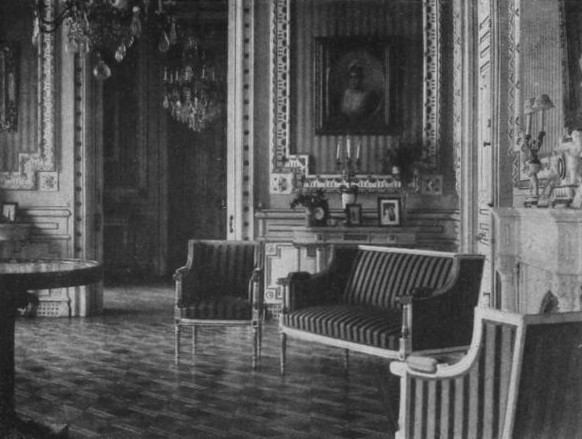
Otra vista del salón principal
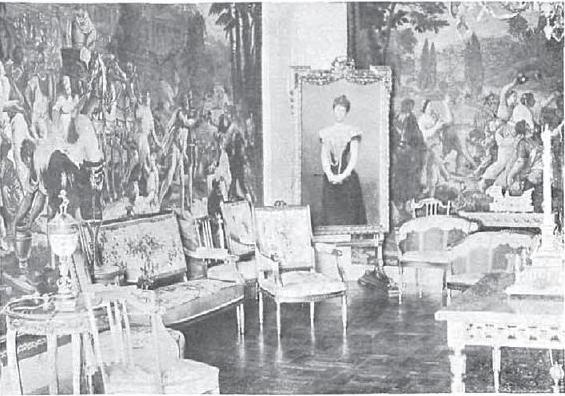
Salón de música
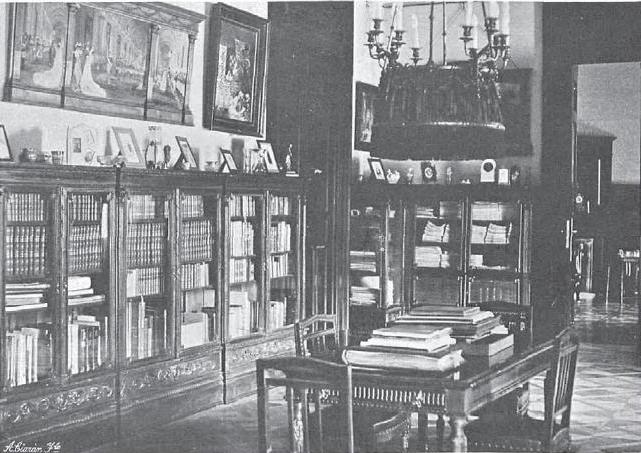
Biblioteca
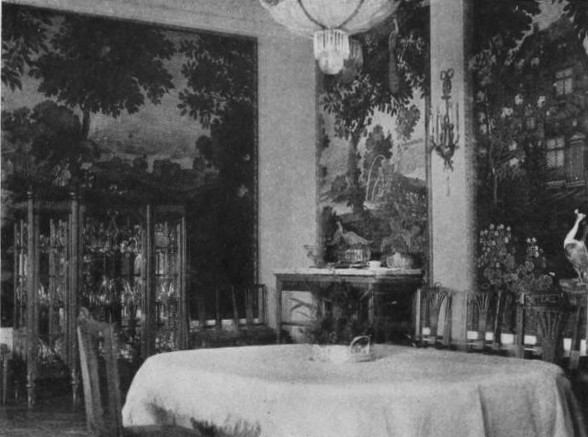
Comedor

### Individuales
1. ↑  «José de Nebra». www.memoriademadrid.es. Consultado el 27 de agosto de 2019.
2. ↑  Propuesta de museo para la ciudad de Madrid en el palacio de El Capricho.
3. 1 2  «DINASTÍAS | Los Foros de la Realeza • Ver Tema - Palacio de la Infanta Maria Teresa». dinastias.forogratis.es. Consultado el 11 de noviembre de 2018.
4. ↑  «ABC (Madrid) - 03/05/1964, p. 31 - ABC.es Hemeroteca». hemeroteca.abc.es. Consultado el 11 de noviembre de 2018.
5. ↑  «ABC (Madrid) - 24/09/1912, p. 9 - ABC.es Hemeroteca». hemeroteca.abc.es. Consultado el 11 de noviembre de 2018.
6. ↑  «ABC (Madrid) - 24/09/1912, p. 10 - ABC.es Hemeroteca». hemeroteca.abc.es. Consultado el 11 de noviembre de 2018.
7. ↑  Bates-Batcheller, Tryphosa (1913). Royal Spain of today (en inglés). New York [etc.] Longmans, Green, and co. p. 614. Consultado el 24 de noviembre de 2019.
8. ↑  Bates-Batcheller, Tryphosa (1913). «Gracious Royal audiences». Royal Spain of today (en inglés). Nueva York: Longmans, Green, and co. pp. 443-444. Wikidata Q76402193. Consultado el 20 de diciembre de 2021.